# David Luque
David Luque (Madrid, 19 de setembre de 1972) és un actor espanyol.

## Biografia
David Luque és Llicenciat en Filologia Anglesa per la Universitat Autònoma de Madrid. Inicia la seva carrera professional com a actor bilingüe en diverses companyies angleses. Més endavant, completa la seva formació amb Mª Mar Navarro en la tècnica de Jaques Lecoq i entra a formar part de l'elenc estable del Teatro de la Abadía. A Nova York, estudia amb Lenard Petit i Joana Merlin al Michael Chekhov Acting Studio i en la SITI Company amb Anne Bogart. Completa la seva formació amb estudis de clarinet i alemany.
Al Teatro de la Abadía participa en nombrosos muntatges de la mà de José Luis Gómez, Hansgünter Heyme, Ana Vallés, Dan Jemmett i Hernán Gené. Amb Sobre Horacios y Curiacios rep el Premi Max al Millor Espectacle de l'Any 2004. Entre els seus últims treballs destaquen Nekrasssov dirigit per Dan Jemmett i Der Fall Babel dirigit per Matthias Rebstock per al SWR Festspiele Arxivat 2020-06-17 a Wayback Machine. a Alemanya, The Swallow dirigit per Paula Paz per al Cervantes Theatre, amb el qual és nominat als premis The Offies a Millor Actor en el Off-West End de Londres, Enigma Pessoa dirigit per Pablo Viar, Esto no es la casa de Bernarda Alba dirigit per Carlota Ferrer i El público dirigit per Àlex Rigola entre altres molts.
En cinema ha treballat recentment amb Costa Gavras en la seva nova pel·lícula Adults in the Room i La influencia dirigida per Denis Rovira. Ha treballat igualment amb directors de la talla de Milos Forman en Goya’s Ghost i Paul McGuigan en The Reckoning. En cinema ha treballat també entre altres amb Carlos Saura, Roberto Santiago, Ángeles González Sinde i Juan Cavestany. En televisió destaquen les seves interpretacions a Teresa dirigida per Jorge Dorado i a El Ministerio del tiempo a les ordres de Marc Vigil. De nou a les ordres de Jorge Dorado, participa a The Head, la gran aposta internacional de The Mediapro Studio en col·laboració amb HBO Àsia i Hulu Japan. Entre altres sèries ha treballat a Cuéntame como pasó, El síndrome de Ulises, Bandolera i Acacias 38.
En 2011 fongui junt la directora d'escena Fefa Noia la companyia Els Dilluns amb qui produeix Wild Wild Wilde de José Ramón Fernández, Cuerdas de la mexicana Bàrbara Colio, que és nominat als Premis Max a Millor Espectacle, Ayuda de l'holandesa Maria Goos i País de Fefa Noia.
Ha publicat com a traductor per a Alba Editorial Arxivat 2020-11-01 a Wayback Machine. Diferente cada noche de Mike Alfreds, La preparación del director d'Anne Bogart i Lecciones para el actor profesional de Mikhaïl Txèkhov.
Com a professor imparteix de manera regular classes de Moviment Escènic, Treball d'Elenc i Tècnica Mikhaïll Txèkhov en Estudi Juan Codina i imparteix en el Centro Dramático Galego (CDG) el taller L'emoció en el cos.

## Filmografia

### Cinema
| Any  | Pel·lícula                        | Director               |
| ---- | --------------------------------- | ---------------------- |
| 2019 | Adults in the Room                | Costa-Gavras           |
| 2019 | La influencia                     | Denis Rovira           |
| 2016 | Los tomates de Carmelo            | Danilo Baracho         |
| 2013 | Gente en sitios                   | Juan Cavestany         |
| 2012 | S.P.Q.R. Si vis pacem para bellum | Fefa Noia              |
| 2007 | Una palabra tuya                  | Ángeles González-Sinde |
| 2006 | El club de los suicidas           | Roberto Santiago       |
| 2005 | Goya's Ghosts                     | Milos Forman           |
| 2003 | La suerte dormida                 | Ángeles González-Sinde |
| 2000 | The Reckoning                     | Paul McGuigan          |
| 1999 | Operación Gónada                  | Daniel Amselem         |
| 1999 | Goya en Burdeos                   | Carlos Saura           |

### Televisió
| Any  | Sèrie                    | Cadena              |
| ---- | ------------------------ | ------------------- |
| 2019 | The Head                 | The MediaPro Studio |
| 2019 | Vergüenza                | Movistar            |
| 2018 | El embarcadero           | Movistar            |
| 2018 | Acacias 38               | TVE                 |
| 2015 | Teresa                   | TVE                 |
| 2015 | El Ministerio del Tiempo | TVE                 |
| 2011 | Bandolera                | Antena 3            |
| 2008 | El síndrome de Ulises    | Antena 3            |
| 2007 | Morir de humor           | Canal +             |
| 2007 | Cuestión de sexo         | Cuatro              |
| 2007 | Hermanos y detectives    | Tele 5              |
| 2007 | Cuenta atrás             | Cuatro              |
| 2007 | SMS sin miedo a soñar    | La Sexta            |
| 2006 | Cuéntame cómo pasó       | TVE                 |
| 2004 | Maneras de sobrevivir    | Tele 5              |
| 2000 | 24H                      | TVE                 |
| 2000 | Antivicio                | Antena 3            |

## Teatre
- Enigma Pessoa (2019)
- Der Fall Babel (2019)
- Nekrassov (2019)
- Esto no es la casa de Bernarda Alba (2017)
- Medida por Medida (2017)
- The Swallow (2017)
- La ciudad de las mentiras (2017)
- Büro für Postindentisches Leben (2016)
- El público (2015)
- País (2015)
- Ayuda (2015)
- Las dos bandoleras (2014)
- La entrevista (2013)
- -1 (2013)
- Cuerdas (2013)
- La Regenta (2012)
- Wild Wild Wilde (2011)
- Los cuerpos perdidos (2011)
- Antígona (2011)
- La colmena científica (2010)
- Algo más inesperado que la muerte (2009)
- Platonov (2009)
- El Caballero (2008)
- El burlador de Sevilla (2008)
- Me acordaré de todos vosotros (2007)
- Sobre Horacios y Curiacios (2004)
- El rey Lear (2003)
- Mesías (2001)
- El mercader de Venecia (2001)
- Las aves (2000)
- Woyzeck (1998)
- The Country Mouse and the City Mouse (1998)
- Romeo and Julieta (1997)
- Bertie (1997)
- Bent (1996)
- Godspell (1996)
- Love Thoughts (1995)
- Happy Days (1995)
- Equus (1995)
- Bill the Entertainer (1995)
- Typically British (1995)
- Chicago (1994)
- Blithe Spirit (1994)

## Premis
Premis Max
| Any  | Categoria                   | Espectacle                 | Resultat  |
| ---- | --------------------------- | -------------------------- | --------- |
| 2004 | Millor Espectacle de Teatre | Sobre Horacios y Curiacios | Guanyador |